# Língua tampuan
Tampuan (IPA- km | təmpṳan )  Khmer: ( ទំពួន ) é a língua do povo indígena Tampuan das regiões montanhosas da Província de Ratanakiri do Camboja. Segundo o censo de 2008,  havia 31 mil falantes, o que equivale a 21% da população da província. A população total de 149.990 para a província de Ratanakiri. Está está intimamente relacionada com as línguas Bahnar e Alak , as três que formam o grupo das  Bahnáricas das línguas mon-khmer de acordo com a classificação tradicional. Nas mais recentes classificações feitas por Sidwell,Tampuan está em pé de igualdade com Bahnar e as línguas do Sul Bahnaric em um grupo Bahnar Central maior. A linguagem Tampuan não tem uma escrita nativa, embora em 1997, um projeto-piloto de educação bilíngüe mantido pelo governo cambojano, ONGs UNESCO e vários outros desenvolveu uma escrita baseada no alfabeto Khmer para escrever Tampuan. Essa escrita Khmer modificada foi aprovada em 2003 para o uso na educação Tampuans em sua língua nativa .

## Geografia

Província de Ratanakiri

A grande maioria dos falantes Tampuan vivem numa zona contígua que se desenvolve a nordeste de Lumphat, a capital da província de Banlung junto ao rio Tonle San na fronteira com o Vietnã. Essa região fica ao noroeste da área habitada por falantes da não relacionada língua jarai com quem o Tampuan manter laços estreitos. Um população bem menor, cerca de 400 falantes Tampuan vive 30 km ao norte de Banlung, trecho do rioTonle San abaixo, separados de seus irmãos por falantes da língua brao.

## Dialetos
Três dialetos de Tampuan foram identificados. O Tampuan falado na região maior constitui um continuum dialeto com o Tampuan Ocidental, o do extremo Sudoeste e o Oriental, que fica no nordeste do país.. Esses dois dialetos mostrar apenas uma pequena diferença na fonologia, no entanto, o dialeto falado do norte por uma comunidade bem menor e isolada menor  que vive nas proximidades de Ka Choun é bem mais divergente tanto na fonologia e léxico, possivelmente devido à maior influência da vizinha língua Laociana. Os nativos afirmam que os três dialetos são mutuamente inteligíveis . O dialeto utilizado para estea rtigo é o mais estudado, o Tampuan Ocidental falado em torno da cidade de Banlung .

## Fonologia
De forme semelhante a muitas línguas Mon-Khmer, Tampuan usa claramente vogais modais  e também sussurradas. No entanto, a existência de relativamente poucos pares mínimos em que há diferenças de registros de fonação que diferenciem duas palavras levou Huffman a categorizar o Tampuan como uma "linguagem de transição" em vez de um língua de registro.  Crowley, por outro lado, cita uma extensiva presença de ditongos, em especial no dialeto oriental, como um sinal de que o Tampuan teria cruzado o limite para ser categorizada como língua de registro e possivelmente evoluído para a fase final definida por Huffman, uma língua “restruturada” a exemplo do atual Khmer.

### Consoantes
Os 28 fonemas consonantais da língua Tampuan são definidos na tabela abaixo conforme Crowley. Todos podem ser consoantes iniciais, enquanto que apenas os fonemas em células coloridas podem ocorrer como final de sílaba.
|                |                        | Bilabial | Bilabial | Dental/Alveolar | Dental/Alveolar | Palatal | Palatal | Velar | Velar | Glotal |
| -------------- | ---------------------- | -------- | -------- | --------------- | --------------- | ------- | ------- | ----- | ----- | ------ |
| Plosiva        | Aspirada               | pʰ       | pʰ       | tʰ              | tʰ              |         |         | kʰ    | kʰ    |        |
| Plosiva        | Surda                  | p        | p        | t               | t               | c       | c       | k     | k     | ʔ      |
| Plosiva        | Sonora, Preglotalizada | ʔb       | ʔb       | ʔd              | ʔd              |         |         |       |       |        |
| Nasal oclusiva | Surda                  | m̥        | m̥        | n̥               | n̥               | ɲ̥       | ɲ̥       |       |       |        |
| Nasal oclusiva | Sonora                 | m        | m        | n               | n               | ɲ       | ɲ       | ŋ     | ŋ     |        |
| Fricativa      | Surda                  |          |          | [s]*            | [s]*            | ç       | ç       |       |       | h      |
| Aproximante    | Surda                  |          |          | l̥               | r̥               |         |         |       |       |        |
| Aproximante    | Sonora                 | w        | w        | l               | r               | j       | j       |       |       |        |
| Aproximante    | Preglotalizada         | ʔw       | ʔw       | ʔl              |                 | ʔj      | ʔj      |       |       |        |

*[s] às vezes ocorre como uma variante alofônica da sílaba inicial[ç]

### Vogais
As vogais doTampuan mostram uma das duas vias de registro de contraste entre vocalizações frouxas e modais, bem como a duração do contraste. Tal como acontece com outras línguas Bahnáricas, vogais tensas ocorrem significativamente mais frequentemente do que as vogais frouxas (livres). 75% das palavras Tampuan usam vogais tensas como pode ser visto no gráfico a seguir. As vogais são desigualmente distribuídas. Por exemplo, as vogais fechadas frouxas curtas não têm equivalentes tensos. Além disso, há mais vogais fechadas frouxas do que abertas. Crowley observa que as vogais tensas mostram uma tendência de ditongação na faixa estreit , enquanto nas vogais abertas, são os sons frouxos que são ditongos, um padrão bem documentada em etapas históricas do Khmer e Brao que indica o idioma é, possivelmente, em um processo evolutivo da fase de reestruturação que se afastou de uma linguagem registro.
|              |       | Frontal | Frontal | Central | Central | Posterior | Posterior |
| curta        | longa | curta   | longa   | curta   | longa   |           |           |
| ------------ | ----- | ------- | ------- | ------- | ------- | --------- | --------- |
| Fechada      | lax   | i̤       | i̤ː      | ɨ̤       | ɨ̤ː      | ṳ         | ṳː        |
| Fechada      | tensa |         | əi      |         | əɨ      |           | ou        |
| Meio Fechada | livre |         |         |         | ə̤ː      |           |           |
| Meio Fechada | tensa |         | eː      | ə       | aə      | o         | oː        |
| Meia Aberta  | livre | ɛ̤       | ɛ̤ː      |         |         | ɔ̤         | ṳa        |
| Meia Aberta  | tensa | ɛ       | ɛː      |         |         | ɔ         | ɔː        |
| Aberta       | lax   |         |         | a̤       | i̤a      |           |           |
| Aberta       | tensa |         | ai      | a       | aː      |           | ao        |

Em adição às vogais acima, o ditongo tenso  ɨə pode ser encontrados palavras de origem Lao e em nomes próprios. [i̤a] e [ṳa] Têm os alofones [i̤ɛ] e [ṳɛ], especialmente no dialeto ocidental sul.. O [a] curto também pode tomar forma alofônica de ditongo [əɛ̤]. A vogal tensa [əi] varia para [ʌi] ou [oi], dependendo do dialeto.

### Sílabas
As palavras Tampuan podem ser monossilábicas ou exibem o típico padrão Mon- Khmer "sesquissilábico" com uma sílaba principal precedida de uma pré-sílaba átona. A palavra máxima é representado por  C(R)v(N)-C(C)V(C), sendo "C" é uma consoante, "R" é /r/, "v" uma vogal átona , "N" é uma consoante nasal, /l/ ou /r/ e "V" pode ser qualquer um dos núcleos de vogais listados acima. As pré-sílabas e os componentes em parênteses são opcionais (não necessários para formação de palavra)  e o "C" final é limitado aos fonemas informadosacima . Em muitas palavras, a pré-sílaba, sendo átona, é ainda mais reduzida a um sílaba ou  uma nasal  em termos de Crowley, uma "pré-sílaba nasal " representada como um glotalização seguida por uma nasal como em  /ʔntrɛ̤ː/ “almofariz” ou /ʔmm̥ao/ “pedra”.

## Numeração
Os números em Tampuan são como se segue. As formas alternativas de sete, nove e dez foram relatados por Thomas.
| 1    | /maoɲ/      |          |
| 2    | /pi̤ar/      |          |
| 3    | /paiŋ/      |          |
| 4    | /pwan/      |          |
| 5    | /prəta̤m/    |          |
| 6    | /trao/      |          |
| 7    | /ʔmpaəh/    | (/pə̤h/)  |
| 8    | /təŋhaːm/   |          |
| 9    | /ʔŋçən/     | (/nsi̤n/) |
| 10   | /ʔŋci̤t/     | (/tsit/) |
| 11   | /ci̤t maoɲ/  |          |
| 20   | / pi̤ar ci̤t/ |          |
| 100  | /rəja̤ŋ/     |          |
| 1000 | /rəpṳː/     |          |